# 봉두플

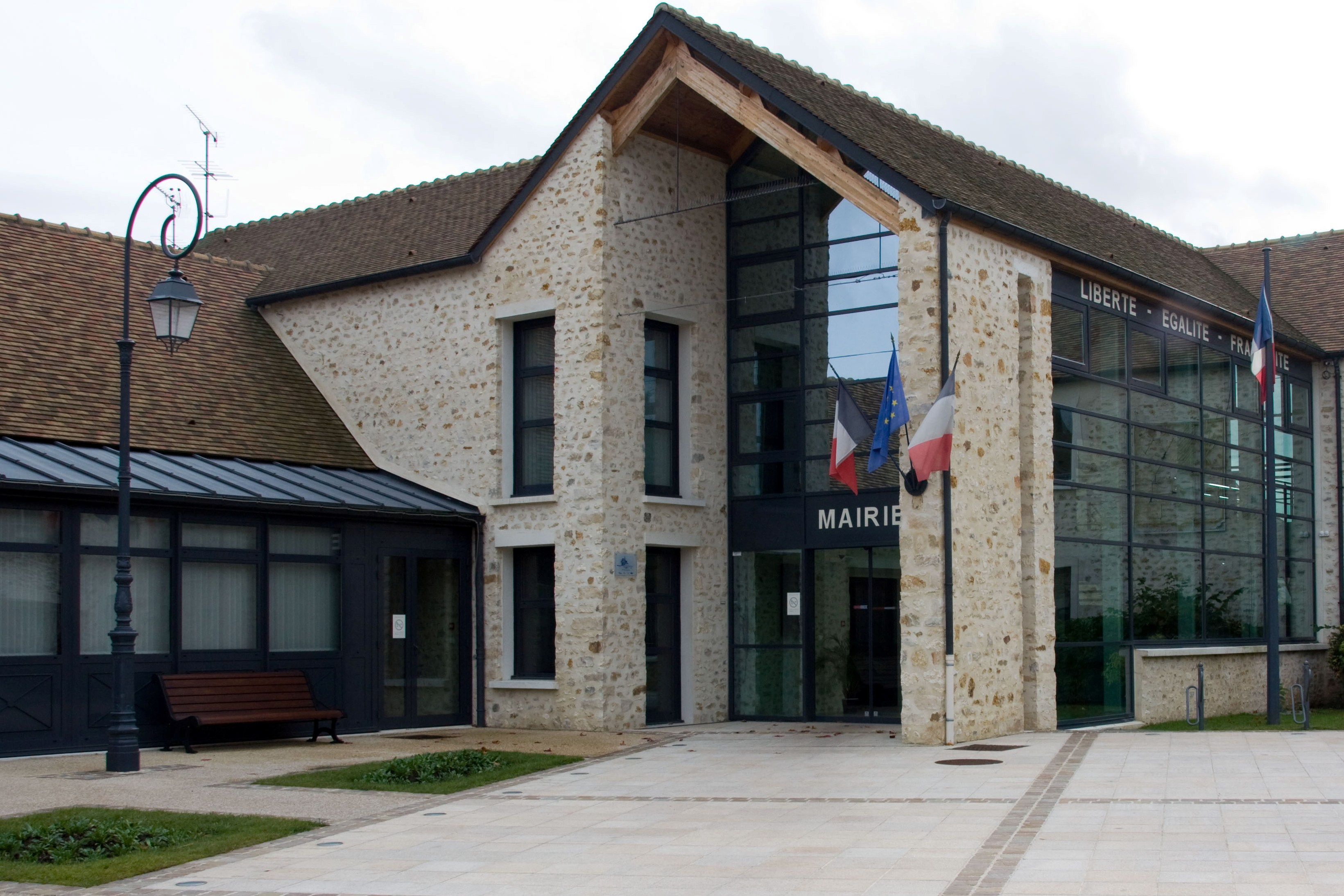
봉두플 시청

봉두플(프랑스어: Bondoufle)는 프랑스 일드프랑스 에손주에 위치한 도시로 면적은 6.76km2, 인구는 9,548명(2006년 기준), 인구 밀도는 1,400명/km2이다.

시 문장

## 같이 보기
- 에손주의 코뮌 목록